# Castelo de Gisors

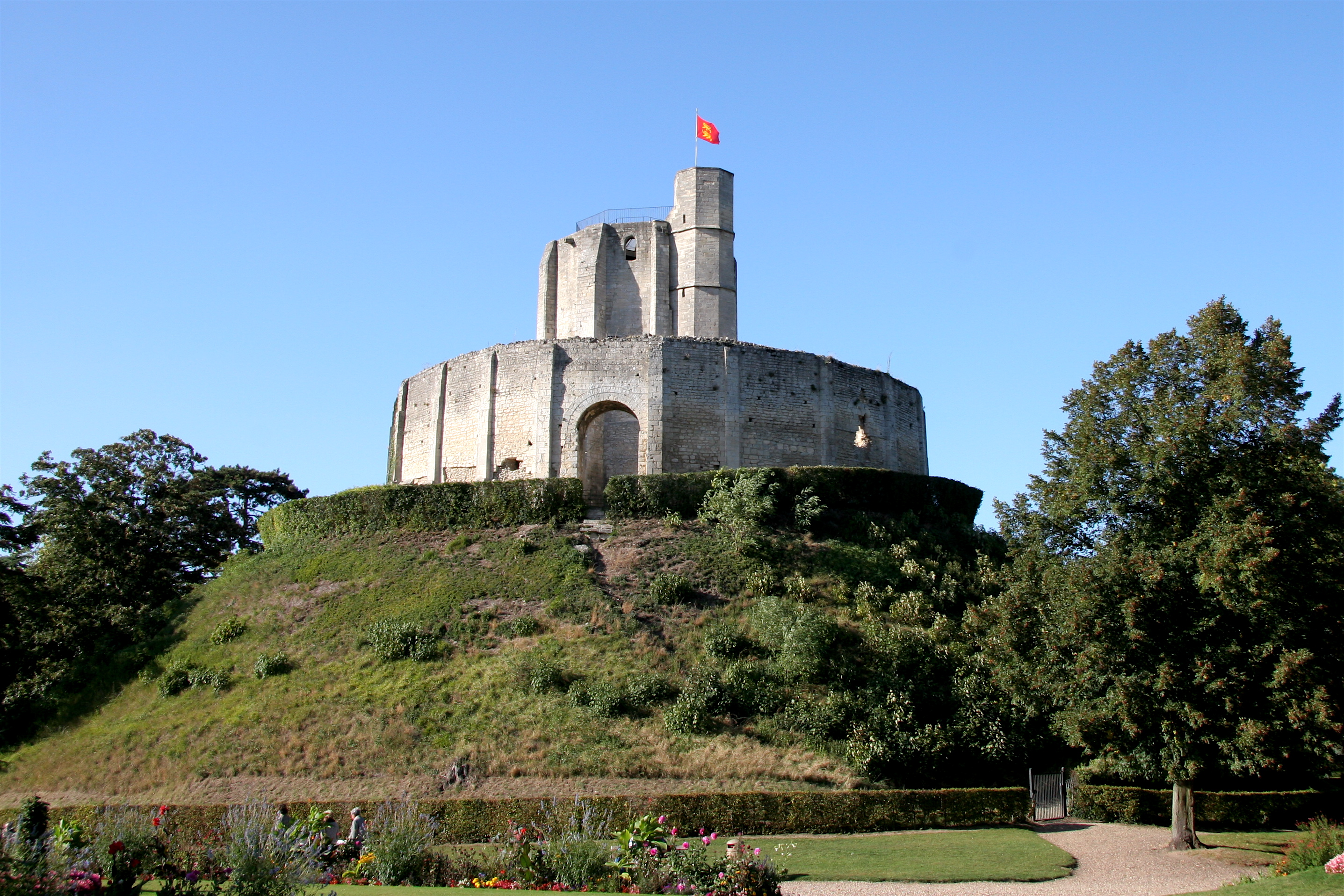
O Château de Gisors visto em 8 de outubro de 2006.

O Château de Gisors é um castelo na cidade de Gisors, no departamento de Eure, na França.

## História
O rei Guilherme II ordenou a Roberto de Bellême que construísse o primeiro castelo em Gisors. O primeiro trabalho de construção é datado de cerca de 1095. Henry I, da Inglaterra, construiu as paliçadas octogonal de pedra que sobrepujava a mota.